# Конституционный референдум в Сербии (2022)
Конституционный референдум в Сербии прошёл 16 января 2022 года. Он касался изменений Конституции Сербии в части, посвящённой судебной власти.
Для приведения судебной системы Сербии в соответствии с законодательством Европейского Союза, правительство Сербии предложило изменить способ избрания судей и прокуроров. Народная скупщина приняла предложение конституционным большинством в две трети голосов 7 июня 2021 года.
Объявлению референдума предшествовали изменения в Закон о референдуме от 25 ноября 2021 года, когда было отменено правило, гласящее, что для признания референдума действительным требуется 50-процентная явка.

## Предвыборная обстановка
В январе 2020 года было высказано предложение об изменении судебной системы Сербии, когда госсекретарь Радомир Илич призвал к изменению Конституции Сербии для принятия «внешнего контроля», который дал бы президенту Сербии полномочия назначать и смещать судей. Это заявление, однако, встретило сопротивление со стороны некоторых бывших судей против предлагаемых изменений, которые, по их утверждениям, уменьшит независимость судебной власти. Министерство юстиции заявило, что «внешний контроль будет контролироваться гражданами путём избрания членов Высшего судебного совета».
На парламентских выборах 2020 года Сербская прогрессивная партия получила квалифицированное большинство мест (188 из 250 мест) в Народной скупщине. Вскоре после этого правительство Сербии представило в парламент предложение об изменении конституции. Изначально завершение конституционной реформы, обеспечивающей независимость судебной власти, планировалось на 2017 год. Это было предусмотрено после того, как Народная скупщина одобрила Национальную стратегию судебной реформы в 2013 году, которая была принята правительством в 2015 году. Согласно этому документу, Сербия должна была завершить подготовку поправок к тексту Конституции к концу 2016 года. 3 декабря 2020 года Народная скупщина приняла предложение об изменении конституции. Председатель Народной скупщины Ивица Дачич заявил, что в случае досрочных выборов референдум должен быть проведён до выборов. Ещё одно предложение о поправке к конституции было направлено в парламент в конце апреля 2021 года и принято 7 июня 2021 года.
Первоначально Конституционный референдум должен был состояться осенью 2021 года, но 30 ноября 2021 года Дачич назначил референдум на 16 января.

## Закон о референдуме
Для проведения референдума необходимо было принять соответствующий закон. Закон о референдуме и народной инициативе, который находился в очереди к рассмотрению с момента вступления в силу Конституции Сербии 2006 года, был принят Народной скупщиной 11 ноября 2021 года. В основном он подвергался критике со стороны неправительственных организаций и политиков из-за отмены 50-процентного порога явки и возможности злоупотребления законом. Закон был принят парламентом 25 ноября 2021 года, и в тот же день был подписан Вучичем. После эскалации экологических протестов, касающихся строительства в Западной Сербии литиевого горнодобывающего комплекса корпорацией Rio Tinto, демонстранты потребовали отмены закона о референдуме. 8 декабря президент Александр Вучич объявил, что внесёт поправки в закон, которые парламент принял 10 декабря.

## Конституционные изменения
Правительство Сербии обязалось внести конституционные изменения в процессе присоединения к Европейскому Союзу. После нескольких задержек изменения были впервые представлены в документе в декабре 2020 года.
Согласно предложенным поправкам, прокуратура станет коллегиальным органом, и в неё войдут все прокуроры, а не только заместители прокуроров, прокуратура, которая с этими изменениями будет упразднена. Глава прокуратуры будет иметь возможность отдавать приказы остальным прокурорам, но также будут средства правовой защиты от имеющихся у них полномочий, что исключит возможность злоупотреблений. Судьи будут избираться Высшим судебным советом — уже существующим независимым советом, а прокуроры — Высшим советом прокуроров. Пять членов Высшего совета прокуроров будут избираться прокурорами, четверо — парламентом по предложению компетентного комитета большинством в две трети голосов, а Верховный прокурор и министр юстиции будут членами Высшего совета прокуроров ex officio. Название Верховного кассационного суда также будет изменено на Верховный суд.

## Предвыборная кампания
Для правительства были важны и явка, и успех референдума, но из-за предстоящих в апреле 2022 года всеобщих выборов кампания за конституционные поправки была относительно ограничена. Эксперты также отметили «положительные и важные изменения, хотя возможность злоупотреблений всё же существовали».
Европейский союз, в том числе правительства Франции, Германии, Италии, Великобритании и США, приветствовали проведение референдума. Кроме этого, председатель Европейского парламента Жозеп Боррель призвал Косово «разрешить сбор голосов на своей территории под наблюдением Организации по безопасности и сотрудничеству в Европе».

### Кампания «За»
Президент Александр Вучич заявил, что «если референдум не пройдёт, европейская интеграция окажется задержана на один год», а Ивица Дачич выразил надежду на одобрение поправок. 11 января Вучич призвал граждан голосовать на референдуме, заявив, что сам проголосует за вариант «да». Премьер-министр Ана Брнабич также заявила о своей поддержке варианта «да». За одобрение конституционных поправок выступили Социалистическая партия Сербии, Партия объединённых пенсионеров Сербии, Единая Сербия, Партия справедливости и примирения и Социал-демократическая партия Сербии.
Поддержала представленные предложения действующий министр юстиции Майя Попович, принимавшая участие в переговорах и формировании итогового документа. Венецианская комиссия при Совете Европы заявила о своей поддержке изменениям, которые соответствуют большинству рекомендаций комиссии.

### Кампания «Против»
Своё несогласие с конституционными изменениями выразили как некоторые члены Народной скупщины, входящие в состав правящих партий, так и депутаты от оппозиции. О своём недовольстве заявили такие непарламентские партии, как Движение свободных граждан, Непокорный Белград, Вместе за Сербию, Лига социал-демократов Воеводины, Социал-демократическая партия, Новая партия, Гражданский демократический форум и Сербская партия хранителей присяги. Демократическая партия Сербии и Движение за реставрацию Королевства Сербия также выразили своё несогласие с такими изменениями и призвали граждан проголосовать «против» на референдуме.
Ассоциация «Довольно — Перезагрузка» и «Здоровая Сербия» заявили о своём несогласии с референдумом, а 30 ноября 2021 года сформировали «суверанистский блок» и вскоре после этого начали свою кампанию. К их кампании присоединились историк Чедомир Антич и активистка движения против вакцинации Йована Стойкович. Они утверждали, что, если референдум пройдёт, корпорация Rio Tinto сможет назначить свою «команду судей», которая отменит любое решение, не отвечающее их интересам, и что судебная власть потеряет всю свою власть. Они также заявили, что «за референдумом стоит Джордж Сорос». Движение «Двери српске» и представители Сербской радикальной партии также заявили, что граждане должны голосовать «против» и что «Сербия не должна подчиняться требованиям Европейского Союза».
Мирослав Парович, лидер правого Народно-освободительного движения, и ультраправое Освободительное движение, возглавляемое Младаном Джорджевичем, призвали отложить референдум. Партия свободы и справедливости, Демократическая партия и Партия демократического действия Санджака призвали к бойкоту. Народная партия заявила о своём несогласии с конституционными изменениями, причём некоторые члены выступали за бойкот, в то время как другие заявили, что голосуют за вариант «нет».

## Результаты
Избирательные участки были открыты с 7 утра до 8 вечера, было зарегистрировано 6 510 233 избирателя. В связи с продолжавшейся пандемией COVID-19 в Сербии и ростом числа инфицированных на избирательных участках были применены эпидемиологические меры. По данным RIK, избиратели, инфицированные COVID-19, могли голосовать перед входной дверью при косвенном контакте с помощником по голосованию.
В диаспоре большинство избирателей проголосовало за вариант «нет». Голосование было повторено на девяти избирательных участках 23 января.